# Drugi rząd Arsenija Jaceniuka
Drugi rząd Arsenija Jaceniuka – rząd Ukrainy funkcjonujący od 2 grudnia 2014 do 14 kwietnia 2016.
Gabinet utworzono kilka tygodni po przedterminowych wyborach parlamentarnych z października. Zastąpił pierwszy rząd Arsenija Jaceniuka, powstały w lutym 2014 po wydarzeniach Euromajdanu. Wybory zakończyły się zwycięstwem ugrupowań wspierających Euromajdan. W skład koalicji weszły: Front Ludowy premiera, prezydencki Blok Petra Poroszenki, Samopomoc mera Lwowa Andrija Sadowego, Partia Radykalna Ołeha Laszki oraz Batkiwszczyna Julii Tymoszenko.
Na wicepremierów mianowano Hennadija Zubkę z administracji prezydenckiej, Wałerija Woszczewskiego z Radykalnej Partii oraz Wjaczesława Kyryłenkę. Stanowiska powierzono dotychczasowym ministrom prezydenckim: spraw zagranicznych Pawłowi Klimkinowi, ministrowi spraw wewnętrznych Arsenowi Awakowowi i ministrowi obrony Stepanowi Połtorakowi. Swoje funkcje zachowali także minister sprawiedliwości Pawło Petrenko oraz minister oświaty i nauki Serhij Kwit. W rządzie znalazło się troje obcokrajowców, którzy wcześniej tego samego dnia otrzymali obywatelstwo Ukrainy: Amerykanka ukraińskiego pochodzenia Natalie Jaresko jako minister finansów, Gruzin Aleksandre Kwitaszwili jako minister zdrowia i Litwin Aivaras Abromavičius jako minister gospodarki. Gabinet został zatwierdzony przez Radę Najwyższą 2 grudnia 2014.
We wrześniu 2015 koalicję opuścili radykałowie, a w lutym 2016 Samopomoc oraz Batkiwszczyna. Koalicja rządowa utraciła więc formalnie wymaganą większość 226 mandatów. Ostatecznie 14 kwietnia 2016 gabinet został zastąpiony przez rząd Wołodymyra Hrojsmana.

## Skład gabinetu
- Premier: Arsenij Jaceniuk
- Wicepremier, minister rozwoju regionalnego, budownictwa i gospodarki komunalnej: Hennadij Zubko
- Wicepremier: Wałerij Woszczewski (do 17 września 2015)
- Wicepremier, minister kultury: Wjaczesław Kyryłenko
- Minister sprawiedliwości: Pawło Petrenko
- Minister młodzieży i sportu: Ihor Żdanow
- Minister oświaty i nauki: Serhij Kwit
- Minister rozwoju gospodarczego i handlu: Aivaras Abromavičius
- Minister zdrowia: Aleksandre Kwitaszwili
- Minister pracy i polityki socjalnej: Pawło Rozenko
- Minister środowiska: Ihor Szewczenko (do 2 lipca 2015), Serhij Kurykin (p.o., od 12 sierpnia 2015 do 27 stycznia 2016), Hanna Wronśka (p.o., od 3 lutego 2016)
- Minister spraw zagranicznych: Pawło Klimkin
- Minister polityki rolnej i żywnościowej: Ołeksij Pawłenko
- Minister energetyki i przemysłu węglowego: Wołodymyr Demczyszyn
- Minister spraw wewnętrznych: Arsen Awakow
- Minister obrony: Stepan Połtorak
- Minister infrastruktury: Andrij Pywowarski
- Minister finansów: Natalie Jaresko
- Minister polityki informacyjnej: Jurij Steć
- Minister bez teki: Hanna Onyszczenko